# キティホーク (空母)
キティホーク（USS Kitty Hawk, CVA-63）は、アメリカ海軍のキティホーク級航空母艦（改フォレスタル級）の1番艦。艦名は、ライト兄弟が世界で初めて飛行機による有人動力飛行に成功したノースカロライナ州キルデビルヒルズに近い町「キティホーク」に因む。その名を持つ艦としては第二次世界大戦で活躍した航空機輸送艦キティホークに次いで2隻目。原子力ではない通常動力型空母。
2008年までフリゲート「コンスティチューション」に次ぐ古参艦（ファーストネイビージャック）であったが、2009年1月31日をもって退役した。

## 艦歴
キティホークは1956年1月27日にニュージャージー州カムデンのニューヨーク造船所で起工し、1960年5月27日にニール・H・マッケルロイによって進水、1961年4月29日にフィラデルフィア海軍造船所で艦長ウィリアム・F・ブリングル大佐の指揮下就役した。
就役当時、ソ連は空母建造に乗り出していたためアメリカ政府は空母の運用を多角的に検証しており、就役間もないキティホークや同型艦アメリカに当時CIAが運用していたU-2A高高度偵察機の空母運用を前提とした実験を行いアメリカ政府の新たな空母戦略の尖兵となった。
西大西洋での整調後、キティホークは1961年8月11日にノーフォークを出航した。ブラジルのリオデジャネイロに寄港し、ブラジル海軍長官を乗艦させたキティホークはブラジル海軍の5隻の駆逐艦によるデモンストレーションを見学した後、10月1日にホーン岬を一周した。続いてチリのバルパライソへ向かい10月13日に到着、二日後ペルーに向かい10月20日カヤオに到着、ペルー大統領の表敬訪問を受けた。サンディエゴでは海軍作戦部長ジョージ・W・アンダーソン提督が11月18日に乗艦し、ミサイル駆逐艦ヘンリー・B・ウィルソン（USS Henry B. Wilson, DDG-7）と潜水艦ブルーバック（USS Blueback, SS-581）による対潜デモンストレーションおよび軽巡洋艦トピカ（USS Topeka, CLG-8）とキティホークによるテリアミサイルのデモンストレーションを視察した。
キティホークは1961年11月23日、改修のためサンフランシスコ海軍造船所に入る。サンディエゴ沖での作戦活動後、1962年9月13日にサンフランシスコを出航した。キティホークは1962年10月7日に第7艦隊と合流し、空母ミッドウェイ（USS Midway, CV-41）と旗艦任務を交代した。
フィリピン共和国航空週間ショーに参加後、キティホークは1962年11月30日にマニラ湾を出航し、12月3日に最新兵器を視察する太平洋艦隊最高司令官のハリー・D・フェルト提督の訪問を受ける。12月始めに香港を訪問した後日本へ戻り、1963年1月2日に横須賀に到着した。続く2ヶ月間で神戸、別府、岩国を訪問、4月2日にサンディエゴに帰還した。
1963年6月6日、ジョン・F・ケネディ大統領が軍及び政府高官と共に乗艦し、カリフォルニア沖で行われる空母任務部隊（タスクフォース）によるデモンストレーションを視察した。ケネディ大統領はキティホーク任務部隊の兵士に対して、海を制することは安全と平和、最終的な勝利を意味すると語った。ケネディは後に、空母コンステレーション（USS Constellation, CV-64）に乗艦して同様のデモンストレーションを視察した蔣介石夫妻に対して「私は、私がキティホークへの訪問で受けた、これらの強力な空母と護衛艦隊が世界のあらゆる国の自由を維持を支援することに対する感動と同じように、あなたたちが感動したことを望みます。」との書簡を送っている。
カリフォルニア海岸沿い、ハワイ沖での一連の攻撃練習および戦術訓練に続いてキティホークは再び極東へ向かう。日本への航路の途中でキティホークはケネディ大統領暗殺事件の知らせを受ける。1963年11月25日の佐世保入港時、キティホークは半旗を掲げ、大統領の葬儀当日は礼砲を発射した。南シナ海を巡航し、第7艦隊との即応作戦活動でフィリピンへ向かった後、キティホークは1964年7月20日にサンディエゴへ帰還した。

### ベトナム戦争
ピュージェット・サウンド海軍工廠でオーバーホール後、西海岸沿いで訓練を行い、キティホークは1965年10月19日にサンディエゴを出航、ハワイを経由してフィリピンのスービック海軍基地に向かった。同所で戦闘準備を行った後ベトナムの沖合へ向かう。
1965年11月26日から1966年5月14日にかけて艦載機部隊は悪天候と激しい抵抗にもかかわらず、北ベトナムの軍事目標に対する攻撃を行い、キティホークは作戦活動を維持するための勇敢な精神、勇気、専門意識および献身的意識を示したとして海軍殊勲部隊章を受章した。
キティホークは1966年6月にサンディエゴに帰還し11月4日までオーバーホールと訓練に従事した。その後再び東アジア海域に展開し、11月19日に横須賀に到着、コンステレーションと交代して第77任務部隊指揮官デヴィッド・C・リチャードソン少将の旗艦となる。11月26日に横須賀を出航しスービック湾を経由してヤンキー・ステーションに到着、12月5日に艦載機部隊は北ベトナムに対し昼夜の境無く作戦活動を開始した。この時期キティホークにはウィリアム・ランドルフ・ハースト・ジュニア、ボブ・コンシダイン、ビリー・グラハム、ジョン・スタインベックといった多くのゲストが訪問している。キティホークは1967年5月28日まで極東での支援任務に従事し、その後スービック湾を出航、日本経由で帰国の途に就き6月19日にサンディエゴに到着、一週間後にロングビーチ海軍造船所でメンテナンスに入る。作業が完了すると8月25日にサンディエゴを出航、後の任務に備えて訓練を始めた。
ベトナム戦争中の1972年10月12日、トンキン湾のステーションに向けて航行中に100名以上の水兵が人種問題での騒ぎとなり、50名近くが負傷した。この出来事は後に議会で問題として取り上げられた。

### 改修
1973年1月から7月にかけて、キティホークは母港をサンディエゴからサンフランシスコへ変更した。1月14日に乾ドック入りし、攻撃空母（CVA）から汎用空母（CV）への改修が始まる。「CV」への転換はもはや厳密には攻撃空母ではなく、対潜作戦が主な目的になることを示した。キティホークは汎用空母に転換された初の太平洋艦隊所属空母であった。
1988年から1991年2月にかけてフィラデルフィア海軍造船所にて寿命延長計画を実施。このため湾岸戦争には不参加。
1992年、93年のソマリア、イラクの空爆など中東における数々の作戦に参加。

### 横須賀への配備

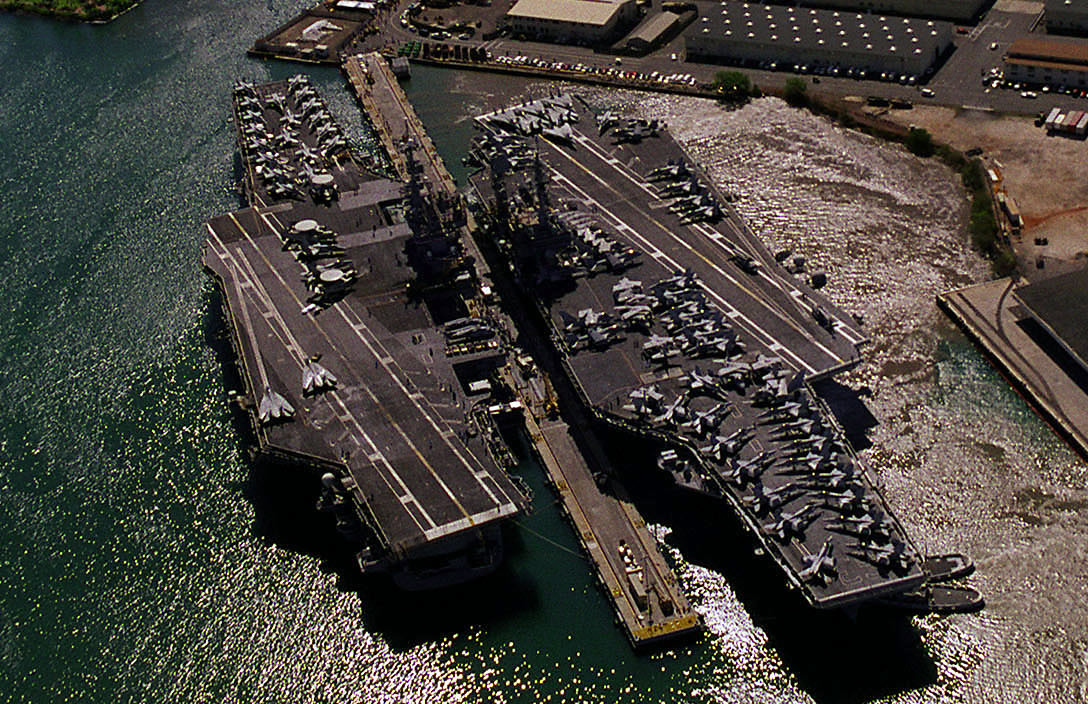
インディペンデンス（左）とキティホーク（右）
真珠湾、1998年

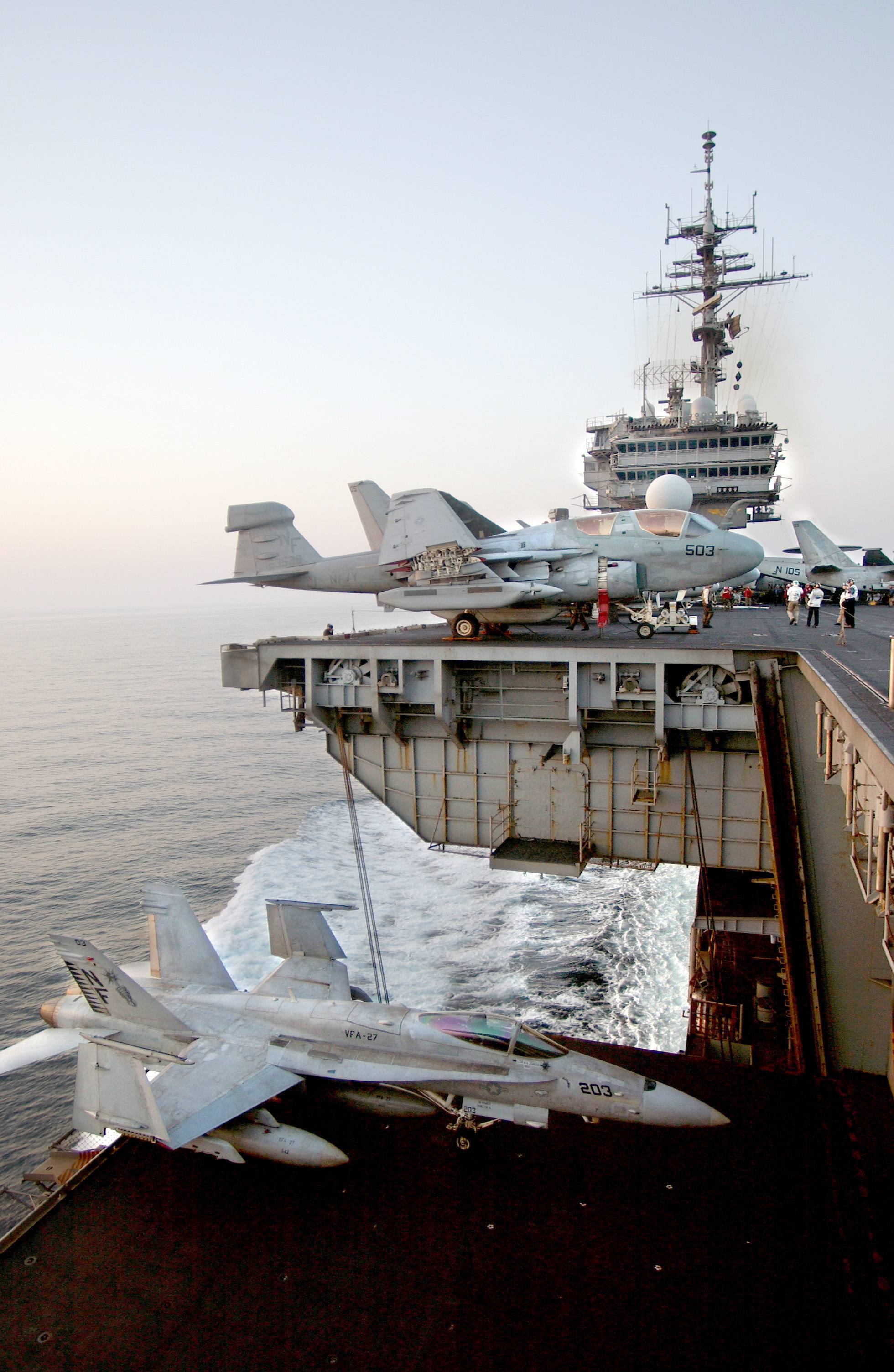
キティホーク (空母)のエレベーター、2003年

キティホークは空母インディペンデンスと交代するため1998年7月6日にサンディエゴを出航した。厚木基地を拠点とする第5空母航空団（Carrier Air Wing (CVW) 5）が歓迎のために着艦し、8月11日に新たな母港の横須賀海軍施設に入港した。配備交代によりアメリカ本土以外を事実上の母港とする唯一の空母となる。横須賀配備の空母としては、3代目。
インディペンデンスが1998年9月30日に退役したため、キティホークはアメリカ海軍において2番目の古参艦となり、ファースト・ネイビー・ジャックの掲揚が認められた。
2001年のアフガニスタン紛争では3分の1に満たない数の艦載機でパキスタン沖の北アラビア海に進出。アメリカ陸軍特殊部隊（デルタフォース）の支援のため陸軍の特殊作戦ヘリコプターを搭載。この作戦の詳細は一切公表されていないため謎に包まれている。
2003年、横須賀基地において大規模修理。空母で初めてRAMを搭載。
2007年10月26日 北海道室蘭港崎守埠頭（さきもりふとう）に寄港。退役を前に、道内最後の一般公開が催された。
2008年5月12日、キティホークは最後の前方展開任務を終了し、交代準備のため横須賀海軍施設に帰還した。
5月28日、キティホークはハワイに向けて日本を離れ、日本には代わってニミッツ級原子力空母6番艦ジョージ・ワシントンが配属されることになった。しかし、ハワイでの任務引継ぎに向かっていたジョージ・ワシントン艦内で大規模な火災が発生したため、ジョージ・ワシントンは修理のためサンディエゴへ寄港することになった。これにより、同年6月から7月に行われるRIMPACにはキティホークが参加することになり、ハワイに留め置かれた。8月7日、キティホークはNASノースアイランド（カリフォルニア州サンディエゴコロナード）に着岸した。9月2日、ワシントン州ブレマートンに移動した。

### 退役
2009年1月31日、ブレマートンの港にて退役。式典には2000人以上の乗組員、家族、軍高官らが出席して艦を見送った。

## 本艦の退役後の後継艦問題
2009年に退役予定であった本艦の後継艦については、配備予定のニミッツ級が原子力空母である事に対しての日本側一部世論の反対に配慮してか、当初、本艦の退役時期の延期、通常動力空母のジョン・F・ケネディの極東回航等の代案が取り沙汰された。しかし、いずれの案を取ったとしても、どちらの艦も艦齢が高いことから、近い将来、原子力空母配備の賛否を迫られる事は間違いが無いと思われていた。
2005年10月27日には、米政府よりニミッツ級配備で日米が合意したとの発表がなされた。どの艦を充てるかについてはアメリカ海軍がジョージ・ワシントンの配備を決定したと、2005年11月18日ロイター通信によって報じられた。同時に海軍当局の話として、被爆国である日本の国民感情に配慮し、原子爆弾投下命令を下した大統領から命名したハリー・S・トルーマンは候補からはずされていたとも報じている。
2008年2月22日のThe Weekly StandardのWEBニュースにおいて、アメリカは最新モデルのF/A-18E/Fを65機購入する事を条件に、インドに対して退役したキティホークを無料で供与する用意があるとの報道がなされたが、インド海軍のスレーシュ・メータ大将によれば、「これはメディアによって作成された単なる悪戯」であり、またアメリカ海軍広報のクレイ・ドス大尉によれば「海軍はどのレベルでも検討していない」とのことで、インド、アメリカ双方によって公式に否定されている。
なお、米海軍は2017年10月20日に「ジェラルド・R・フォード」の就役に代わって本艦を除籍し、解体する意向を発表した。2021年、米海軍はスクラップ会社に1セント（約1円）で売却し、2022年1月19日にこれまで係留されていたワシントン州ブレマートンからテキサス州の解体工場に向けて出航した。